# رابرت دیکی
روبرت دیکی (انگلیسی: Robert Dickie; ۲۳ ژوئن ۱۹۶۴ – ۲۸ اکتبر ۲۰۱۰) بوکسور اهل ولز بود.